# فرات (دامغان)
فرات، یکی از روستاهای شهرستان دامغان در استان سمنان ایران است.
این روستا در دهستان قهاب رستاق در بخش امیرآباد واقع است. فرات در ۲۷ کیلومتری جنوب دامغان جای دارد. فاصله این روستا تا جاده دامغان - اصفهان کمتر از ۱۰۰ متر می‌باشد. روستای فرات، مرکز دهستان قهاب رستاق می‌باشد(دهستان قهاب رستاق شامل ۳۵ روستا است). ارتفاع روستا از سطح دریا ۱٬۲۰۰ متر است. فرات از شمال به روستای صالح آباد، از غرب به روستای فخرآباد، از جنوب به روستای حسن‌آباد و از شرق به روستای قاسم‌آباد منتهی می‌شود

## دلیل نام گذاری روستای فرات
در دوران قدیم به دلیل قنات‌های پرآب و چشمه‌های پرآب این روستا و شباهت این چشمه‌ها و قنات‌های پرآب با رود فرات در عراق، این روستا را فرات نامگذاری کردند.
بافت قدیم روستا تا حدودی محفوظ می‌باشد البته چون در سالیان نه چندان دور ساخت و سازهای زیادی انجام گرفته، روستا را از لحاظ معماری و ساخت بنا به دو بخش قدیمی و نوساز تقسیم کرده‌است. در سال ۷۳ طرح جدول کشی و خیابان بندی در این روستا انجام گرفت و تا حدودی روستا از حالت قدیمی خارج گردیده و جزء یکی از شهرک‌های بخش امیریه محسوب می‌شود.
روستای فرات در براساس سرشماری سال ۱۳۸۵ دارای ۸۳ خانوار و ۲۸۰ نفر جمعیت بوده‌است که از این تعداد ۲۶۵ نفر بالای شش سال مباشند که ۲۱۱ نفر از این تعداد باسواد هستند.

## مشاهیر روستای فرات
ملا حسینعلی بهشتی:
معروف به ملاحسینعلی قهابی در سال ۱۲۹۵ه ق برابر ۱۲۴۶ه ش در روستای فرات به دنیا آمد. او نیز مانند اکثر مردم قهاب رستاق، به شغل کشاورزی اهتمام داشت و  دیوانی به اسم "شه شاهنامه" نیز نگاشته بود که تعداد کمی از اشعار او، در حال حاضر در دسترس است که تعدادی از این اشعار در کتاب مشاهیر دامغان آورده شده‌است.
در کتاب مشاهیر دامغان به عریضه‌نویسی او به ناصرالدین شاه در چشمه علی دامغان اشاره شده‌است، که وی برای گرفتن پولی از ناصرالدین شاه قاجار برای ازدواج، شعری طنزگونه سروده بود و برای ناصرالدین شاه خوانده بود.
چند بیتی از اشعار او :
| اگر خشت باشد ترا زیر سر        |  | به منت منه سر ببالین پر     |
| کنار شط ار تشنه جان بسپری      |  | به از آن که از آب منت بری   |
| تو تا زنده ای زنده چون شیر باش |  | رضا برقضا و به تقدیر باش    |
| برو هرچه خواهی بخواه از خدا    |  | که غیر از خدا نیست مشکل گشا |

 [منبع غیرقابل دسترس]